# Pivní kolo

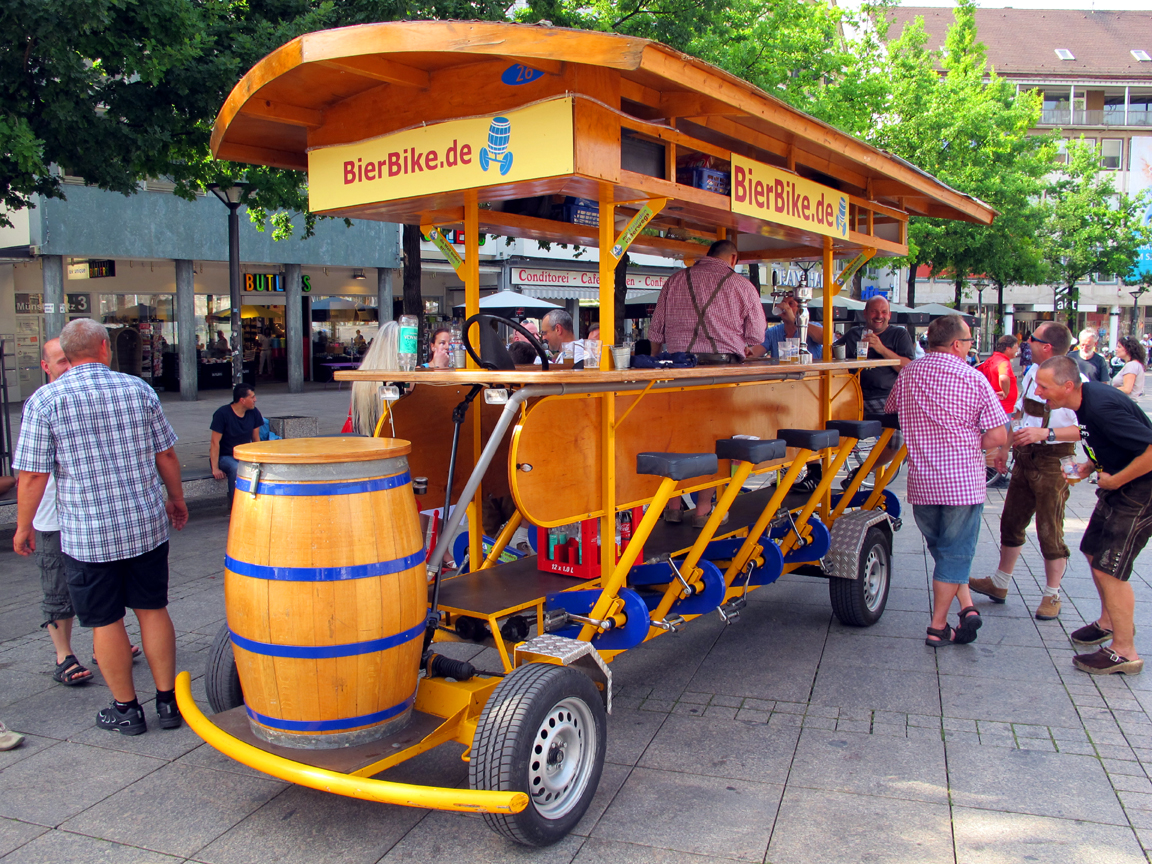
Pivní kolo v Německu

Pivní kolo (někdy také šlapací výčep či pivní cyklobus) je dopravní prostředek pro více osob poháněný lidskou silou, šlapáním, který má vlastní bar. Většinou je spojeno s konzumací alhoholu, převážně piva, které je servírováno přímo za jízdy na kole. Vynalezeno bylo v roce 1997 v Nizozemsku. V Česku se poprvé objevilo v roce 2016. Z hlediska českého zákona se jedná o jízdní kolo.

## Konstrukce
Svojí konstrukcí připomíná automobil. Název kolo má primárně kvůli svému pohonu, který zajišťují šlapáním zákazníci tohoto pojízdného baru. Řidič bývá jako jediný orientovaný čelem ve směru jízdy a ovládá pivní kolo pomocí volantu. Šlapající hosté sedí po bocích, čelem k sobě. Mezi nimi se nachází barový pult a často i výčepní zařízení. Existuje více variant, většinou pojme osm a více osob plus řidiče.
Existují i varianty bez konzumace alkoholu, které slouží převážně k unikátním prohlídkám města turisty.

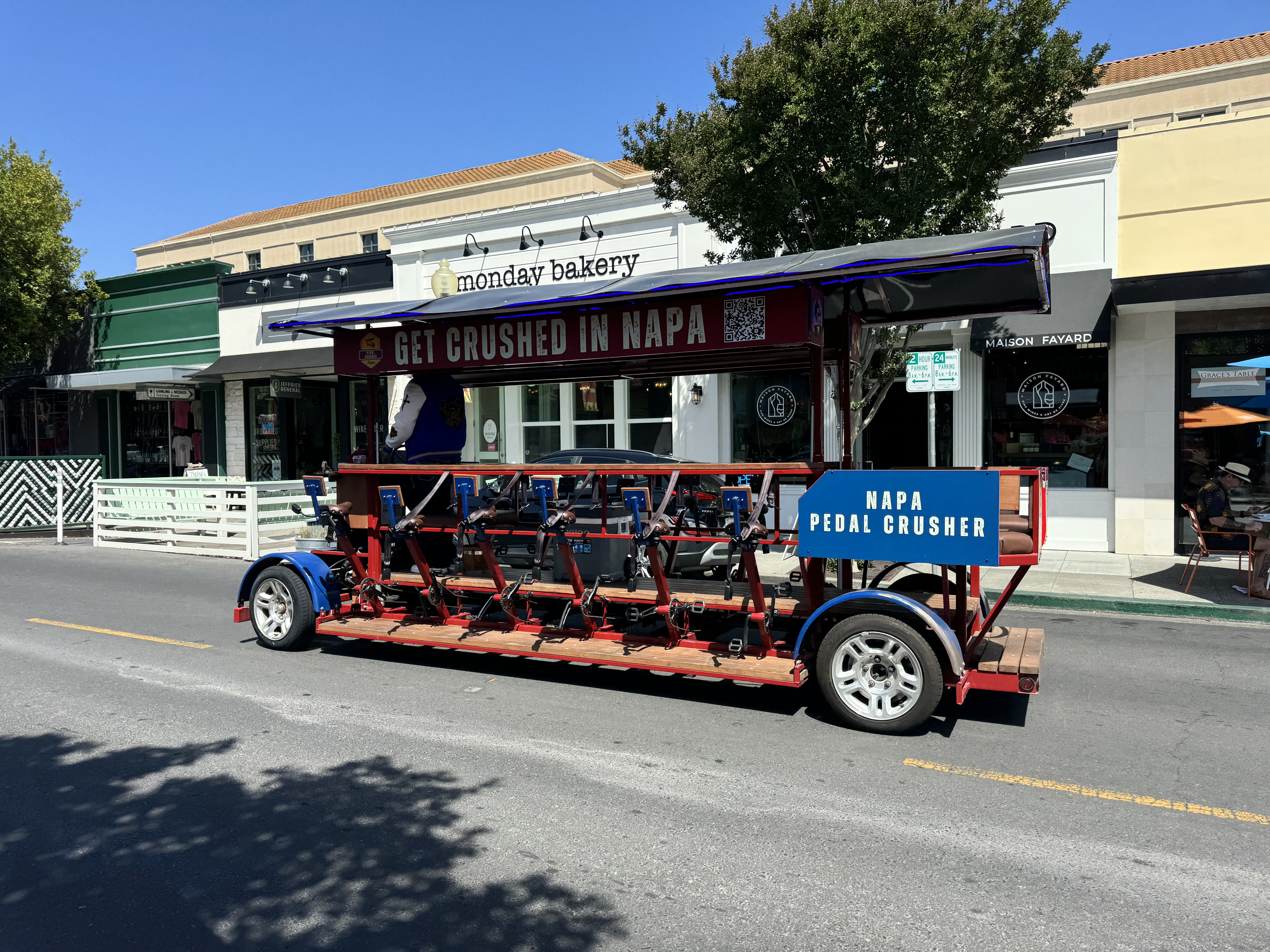
Pivní kolo v Kalifornii

## Zákazy
Kvůli svému spojení s alkoholovým turismem, nadměrným hlukem a obtěžováním okolí se s pivními koly pojí plno kontroverzí a hlavně zákazů. V roce 2017 je zakázali na území Amsterdamu, ještě dříve to bylo v Düsseldorfu. V roce 2021 byly zakázány na většině území Prahy.